# Bahnhof Zwiesel (Bay)

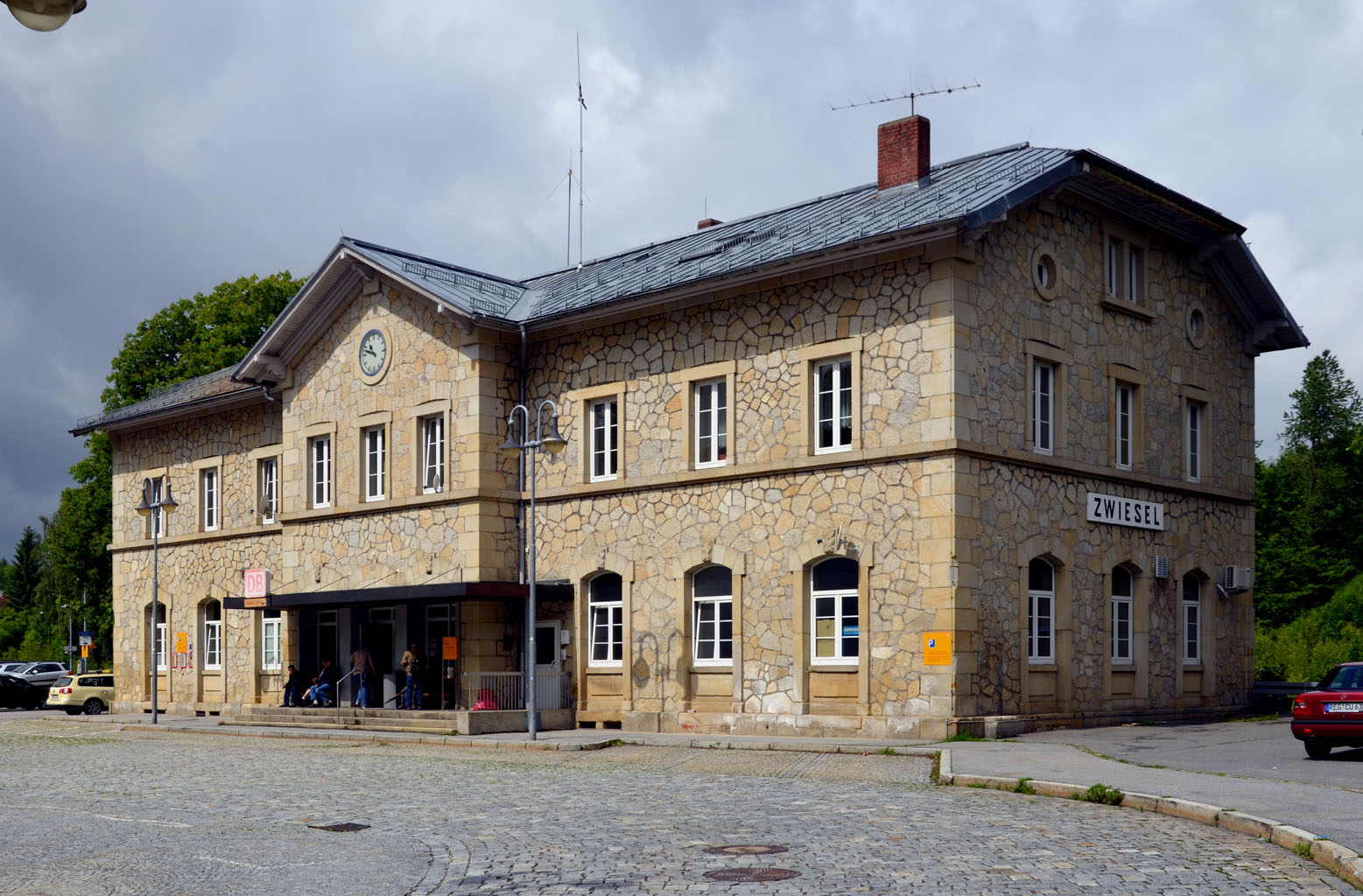
Empfangsgebäude von der Straßenseite (2012)

Der Bahnhof Zwiesel (Bay) ist ein Eisenbahnknoten im Bayerischen Wald. Betrieblich gesehen ist er der einzige Bahnhof der niederbayerischen Kleinstadt Zwiesel. Neben dem Bahnhof Zwiesel existiert im Stadtteil Lichtenthal noch der Haltepunkt Lichtenthal. Der Bahnhof Zwiesel besitzt vier Bahnsteiggleise. Er liegt an der Bahnstrecke Plattling–Bayerisch Eisenstein, die auch Bayerische Waldbahn genannt wird. Im Bahnhof Zwiesel zweigen die Bahnstrecken nach Grafenau und nach Bodenmais von der Bayerischen Waldbahn ab. Die Bahnstrecken werden von Zügen der Regentalbahn unter dem Markennamen Waldbahn bedient.

## Geschichte

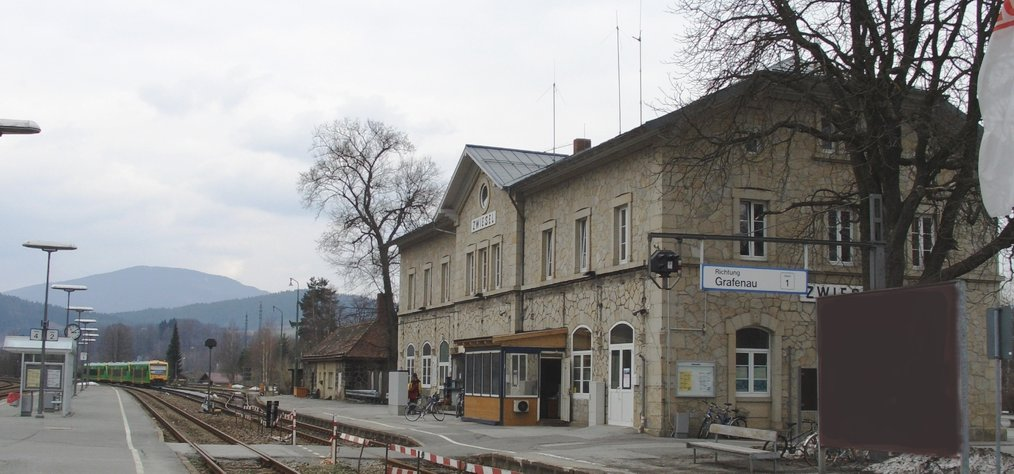
Bahnhof Zwiesel vor dem Umbau (2006)

Der Bahnhof der Glasmacherstadt Zwiesel wurde am 15. November 1877 mit der Hauptbahn Plattling–Bayerisch Eisenstein in Betrieb genommen. Seit dem 1. September 1890 ist der Bahnhof zusätzlich Ausgangspunkt der Nebenbahn nach Grafenau, wodurch die Bedeutung des Bahnhofs weiter anstieg. Eine weitere Nebenbahn folgte mit der Bahnstrecke Zwiesel–Bodenmais, die am 3. September 1928 eröffnet wurde und ebenfalls in Zwiesel ihren Ausgangspunkt hat. Aufgrund der drei Bahnstrecken, die in alle vier Himmelsrichtungen führen, wird das von dem Bahnhof abgehende Streckennetz auch als Zwieseler Spinne bezeichnet.

## Infrastruktur

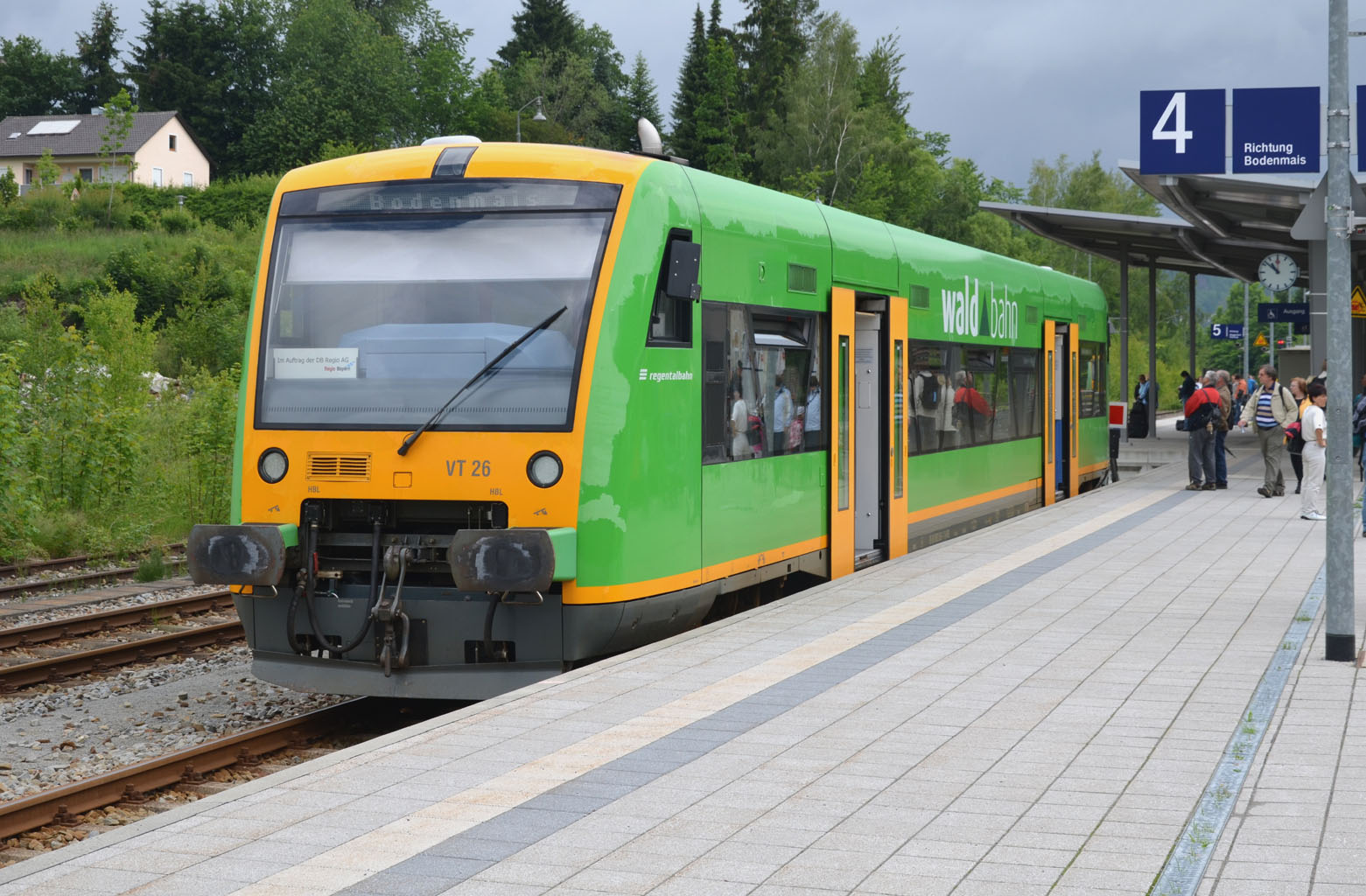
Triebwagen der Waldbahn nach Bodenmais am neuen Mittelbahnsteig in Zwiesel im Juni 2012

Zwischen September 2006 und Juli 2007 wurde ein neuer Inselbahnsteig angelegt. Der Bahnsteig verfügt über drei Bahnsteigkanten, die an den durchgehenden Gleisen 2 und 5, sowie dem Stumpfgleis 4 liegen. Die Höhe des Bahnsteiges wurde auf 55 cm angehoben, sodass ein höhengleicher Einstieg in die Züge möglich ist. Bei der Renovierung des Inselbahnsteigs wurde erstmals der nach dem Bahnhof benannte Bahnsteigüberdachungstyp „Zwiesel“ verwendet, der seitdem an mehreren anderen Haltepunkten und Bahnhöfen verbaut wurde. Lediglich das Bahnsteiggleis 1 am Hausbahnsteig hatte bis 2013 noch eine Bahnsteighöhe von nur 22 cm. Dieser wurde im Sommer 2013 für 600.000 Euro auf eine Höhe von 55 Zentimeter erhöht. Der umgebaute Bahnsteig ist 90 m lang. Damit ist der Bahnhof komplett mit Bahnsteigen der Höhe 55 cm ausgestattet und somit ein ebenerdiger Zugang zu allen Zügen möglich.
Nördlich des Bahnhofsgebäudes ist bis heute eine Ladestraße vorhanden. Der Güterverkehr am Bahnhof wurde jedoch eingestellt. Das Innere des Bahnhofsgebäudes wurde während der Modernisierung der Bahnsteige ebenfalls renoviert. Die Deutsche Bahn betreibt dort seit Frühjahr 2008 einen DB Service Store. In diesem befindet sich neben einem Café auch ein Fahrkartenschalter.
Von 2024 bis 2025 gestaltete die Deutsche Bahn die Wartehalle neu und die Stadt Zwiesel richtet auf dem Parkplatz eine überdachte Fahrradabstellanlage ein. Zudem wurde im Empfangsgebäude eine Filiale der Systemgastronomie Yorma’s sowie eine Nutzung des Obergeschosses durch Die Länderbahn angekündigt. Die Stadt Zwiesel plante eine Umgestaltung des Bahnhofsvorplatzes.
Der Bahnhof stellt einen zentralen Umsteigeknoten in der Stadt dar, der von den Stadtbuslinien, den Bussen der RBO sowie den Falkensteinbussen bedient wird, die Haltestellen befinden sich im Vorfeld des Bahnhofs.
| Gleis | Nutzbare Länge | Bahnsteighöhe | Aktuelle Nutzung                         |
| ----- | -------------- | ------------- | ---------------------------------------- |
| 1     | 090 m          | 55 cm         | Regionalbahnen nach Grafenau             |
| 2     | 120 m          | 55 cm         | Regionalbahnen nach Bayerisch Eisenstein |
| 4     | 070 m          | 55 cm         | Regionalbahnen nach Bodenmais            |
| 5     | 120 m          | 55 cm         | Regionalbahnen nach Plattling            |

Im Bahnhof Zwiesel errichtete die Regentalbahn bis Juni 2014 eine zweigleisige Werkstätte für die leichte Instandhaltung, um Überführungsfahrten nach Viechtach einsparen zu können. Sieben Mitarbeiter halten hier die 14 Waldbahn-Triebwagen instand.

## Betrieb
Bis 2000 wurde Zwiesel auch von Fernzügen bedient. Bis 1987 fuhren Triebzüge der Baureihe 601 der Deutschen Bundesbahn als Alpen-See-Express nach Zwiesel und weiter in den Bayerischen Wald. Dieses Angebot diente hauptsächlich den zahlreichen Touristen, später übernahm die Zuggattung Fern-Express (FD) diese Aufgabe. Zuletzt kamen noch Kurswagen des IC Arber und des IC Bayerwald nach Zwiesel. Der Waldbahn-Anschluss über Bayerisch Eisenstein nach Špicák wurde zum Fahrplanwechsel im Dezember 2014 eingestellt.
Seit 2003 wird der Zugbetrieb, von seltenen Sonderfahrten abgesehen, nur noch im Taktfahrplan mit den grün-gelben Regio-Shuttles der Regentalbahn unter dem Markennamen Waldbahn durchgeführt, wobei sich die Züge aus dem Bahnhof Plattling, dem Bahnhof Bodenmais sowie dem Grenzbahnhof Bayerisch Eisenstein sowie der Zug aus Grafenau jeweils kurz vor der vollen Stunde im Bahnhof treffen.
| Linie                    | Strecke                                                                      | Taktfrequenz |
| ------------------------ | ---------------------------------------------------------------------------- | ------------ |
| RB35                     | Plattling – Deggendorf – Gotteszell – Regen – Zwiesel – Bayerisch Eisenstein | Stundentakt  |
| RB36                     | Zwiesel – Frauenau – Spiegelau – Grafenau                                    | Stundentakt  |
| RB37                     | Zwiesel – Bodenmais                                                          | Stundentakt  |
| Stand: 11. Dezember 2022 |                                                                              |              |

Planmäßiger Güterverkehr findet seit 2000 nicht mehr statt. Heute zeugt der noch vorhandene Güterschuppen vom einstigen großen Güteraufkommen. Außerdem gab es einen Gleisanschluss zur Zwieseler Kristallglas AG.